# Tyr-Rune (Orden)

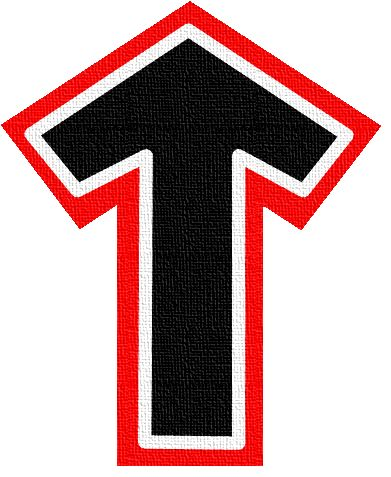
Die Tyr-Rune, das Treueabzeichen für Absolventen der Reichsführer-Schulen (grafische Darstellung)

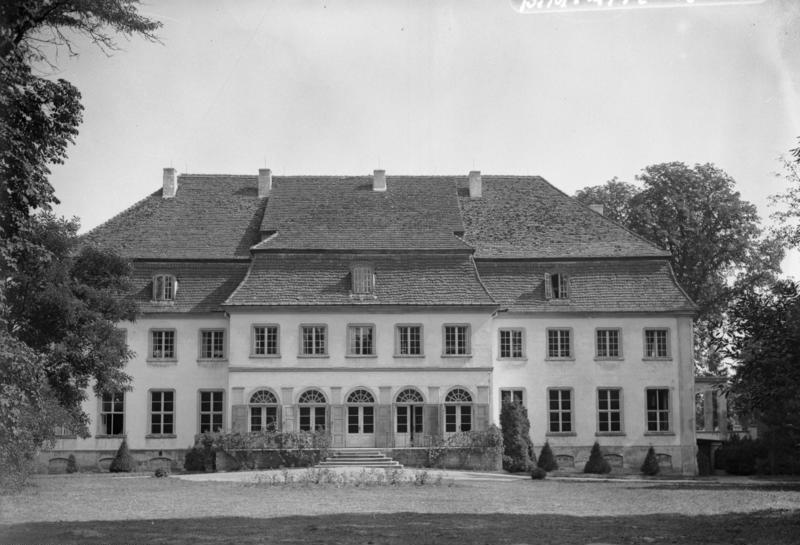
Die Reichsführerschule im Schloss Harnekop

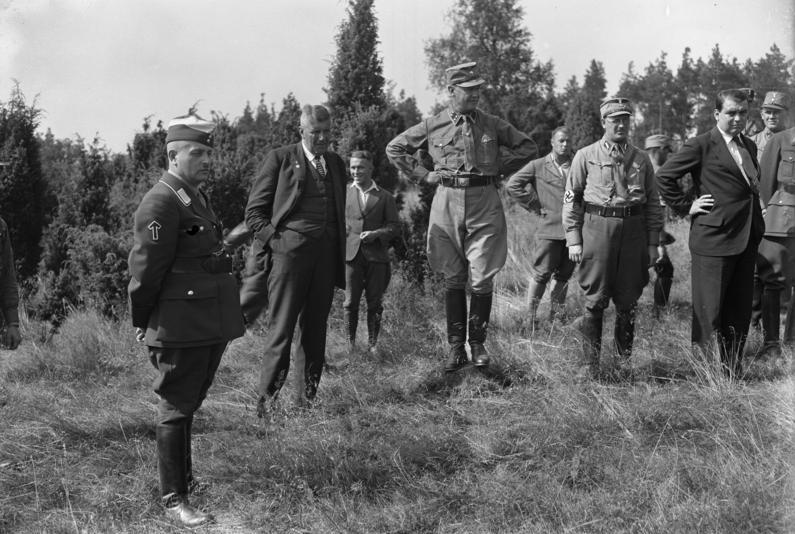
Korrekte Trageweise der Tyr-Rune am Oberarm, (Rune auf dem richtigen, nämlich linken Oberarm, da Fotoabzug seitenverkehrt).

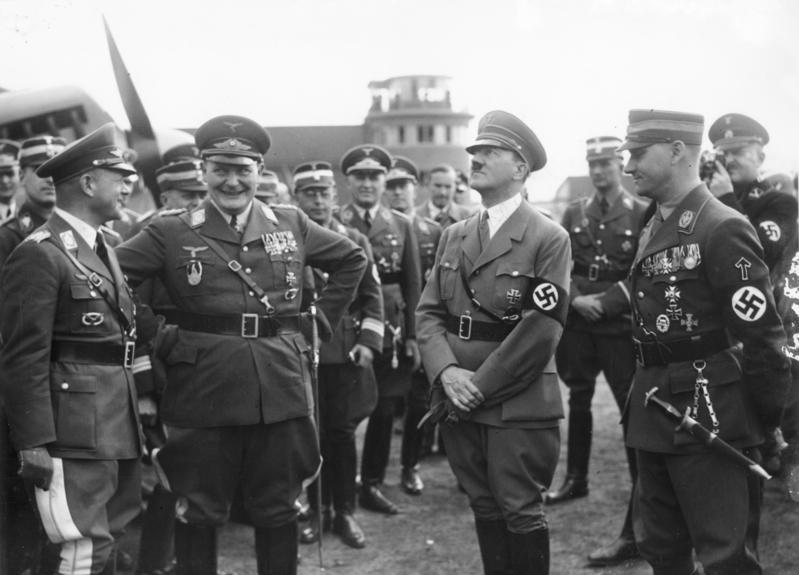
Korrekte Trageweise der Tyr-Rune am linken Oberarm von Viktor Lutze (rechts neben Hitler)

Die Tyr-Rune, auch Kampfrune genannt, war ein Abzeichen der Reichsführerschulen der NSDAP. Es wurde ausschließlich an erfolgreiche Absolventen der Schulen verliehen und am linken Oberarm der Parteiuniform, oberhalb der Hakenkreuz-Armbinde, getragen. Über den Erhalt wurde dem Besitzer zunächst eine Bestätigung ausgestellt und kurze Zeit später eine Urkunde zugesandt.

## Hintergrund zur Schaffung dieses Abzeichens
Mit der Machtübernahme der Nationalsozialisten im Januar 1933 begann die NSDAP in den folgenden Monaten massiv ihre Organisationsstrukturen auf das gesamte Deutsche Reich auszudehnen. Diese enorme „Expansionspolitik“ auf dem Parkett der politischen Bühne brachte jedoch bald auch neue Probleme mit sich. So konnte die NSDAP ihren Bedarf an politisch korrekt geschulten Leitern aus den eigenen Reihen kaum noch decken. Aus dieser Not heraus entstand schließlich der Gedanke, der zur Einrichtung des „Lehrgangs für politische Führer“ führte.

## Lehrinhalt
Der Kurs für die angehenden politischen Leiter dauerte in der Regel mehrere Wochen und umfasste im Wesentlichen:
- NS-Weltanschauungsgrundsätze;
- Militärgrundwissen;
- juristisches Grundwissen;
- Sport sowie
- Studienreisen im In- und Ausland.

Die Kosten des Lehrgangs wurden von der NSDAP selbst übernommen. Für Mitglieder der Hitlerjugend sowie der Technischen Nothilfe galten andere Abzeichen und Lehrgänge.

## Inhalt einer bayerischen Dienstvorschrift
Die Reichsführerschule in München hat die Aufgabe, Führer aller Grade – in erster Linie mittlere und höhere – vornehmlich weltanschaulich weiterzubilden. Ihre Lehrgänge, die 3 bis 6 Wochen dauern, werden von Führern aller Gruppenbereiche nach besonderer von der Obersten S.A.-Führung verfügten Verteilung beschickt. Führern, welche einen Lehrgang an der Reichsführerschule besucht haben, wird das von der Obersten S.A.-Führung bestimmte „Treueabzeichen“ verliehen.

## Sonstiges
Das Abzeichen zeigte eine Tyr-Rune (Tiwaz: ᛏ), die nach dem germanischen Gott Tyr benannt ist.

## Reichsführerschulen und Führerschulen im Deutschen Reich (Auswahl)
- Reichsführerschule der SA in München
- Reichsführerschule der SA in Reichenhall
- Reichsarbeitsdienst-Führerschule in Spandau
- SS-Reichsführerschule Mihla an der Werra
- Reichsführerschule des NS-Kraftfahrzeugkorps in Zeesen
- Reichsführerinnenschule des Bundes Deutscher Mädchen in Potsdam
- Reichsführerschule der NSDAP und des Deutschen Arbeitsdienstes in Bernau
- Reichsführerschule des Deutschen Roten Kreuzes in Groß Schulzendorf
- Reichsführerschule der NS-Volkswohlfahrt in Falkensee
- Reichsführerschule des Verbandes der Auslandsdeutschen im Schloss Kalkhorst

## Träger (Auswahl)
- Heinrich Schoene
- Julius Uhl
- Reichsleiter Viktor Lutze
- Servais Cabolet